# Desha County
Desha County is een county in de Amerikaanse staat Arkansas.
De county heeft een landoppervlakte van 1.981 km² en telt 15.341 inwoners (volkstelling 2000). De hoofdplaats is Arkansas City.

## Bevolkingsontwikkeling

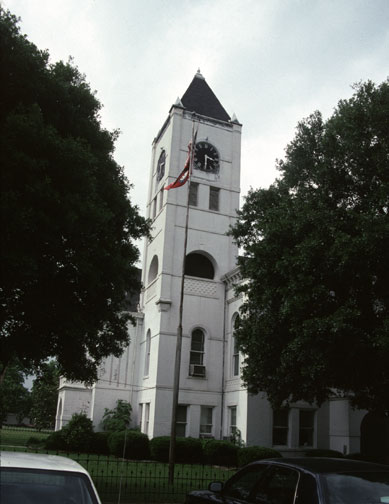
Desha County Courthouse

## Plaatsen
| - Arkansas City - Avery - Back Gate - Duce - Dumas - Garrett Bridge | - Gourd - Kelso - Kurdo - Masonville - McArthur - McGehee | - Mitchellville - Pendleton - Pickens - Reedville - Rohwer - Selma | - Snow Lake - Tillar - Trippe - Tyro - Watson - Yancopin |